# Curt Hermanson
Curt Adolf Hermanson, född den 18 maj 1916 i Sunne församling, Värmlands län, död den 30 december 2009 i Stockholm, var en svensk militär.
Hermanson blev underlöjtnant vid Värmlands regemente 1939, löjtnant där 1941 och kapten där 1947. Han fick som sådan förflyttning till Svea livgarde 1954. Hermanson befordrades till major och blev förste lärare vid Krigsskolan 1960. Han blev överstelöjtnant i pansartrupperna 1962 och överste där 1967. Hermanson var befälhavare i Falu försvarsområde 1967–1973. Han var rikskårchef i Frivilliga automobilkårernas riksförbund 1975–1985. Hermanson blev riddare av Svärdsorden 1958 och kommendör av samma orden 1972. Han vilar i en minneslund på Galärvarvskyrkogården.